# 希利尔湖
希利尔湖（英語：Lake Hillier）也作荷里亚湖，位于澳大利亚西澳大利亚州南部勒谢什群岛的中岛（Middle Island）上。是一座咸水湖，希利尔湖因湖水会呈现独特的粉红色而闻名于世。当湖水的盐性增大时，湖中的嗜盐藻类（如杜氏盐藻）便会大量繁殖并产生β-胡萝卜素，使湖水呈现独特粉红色。湖水的颜色并非总是粉红色，而会随着盐度的变化而改变，呈现出从淡绿到深红等不同的色调。

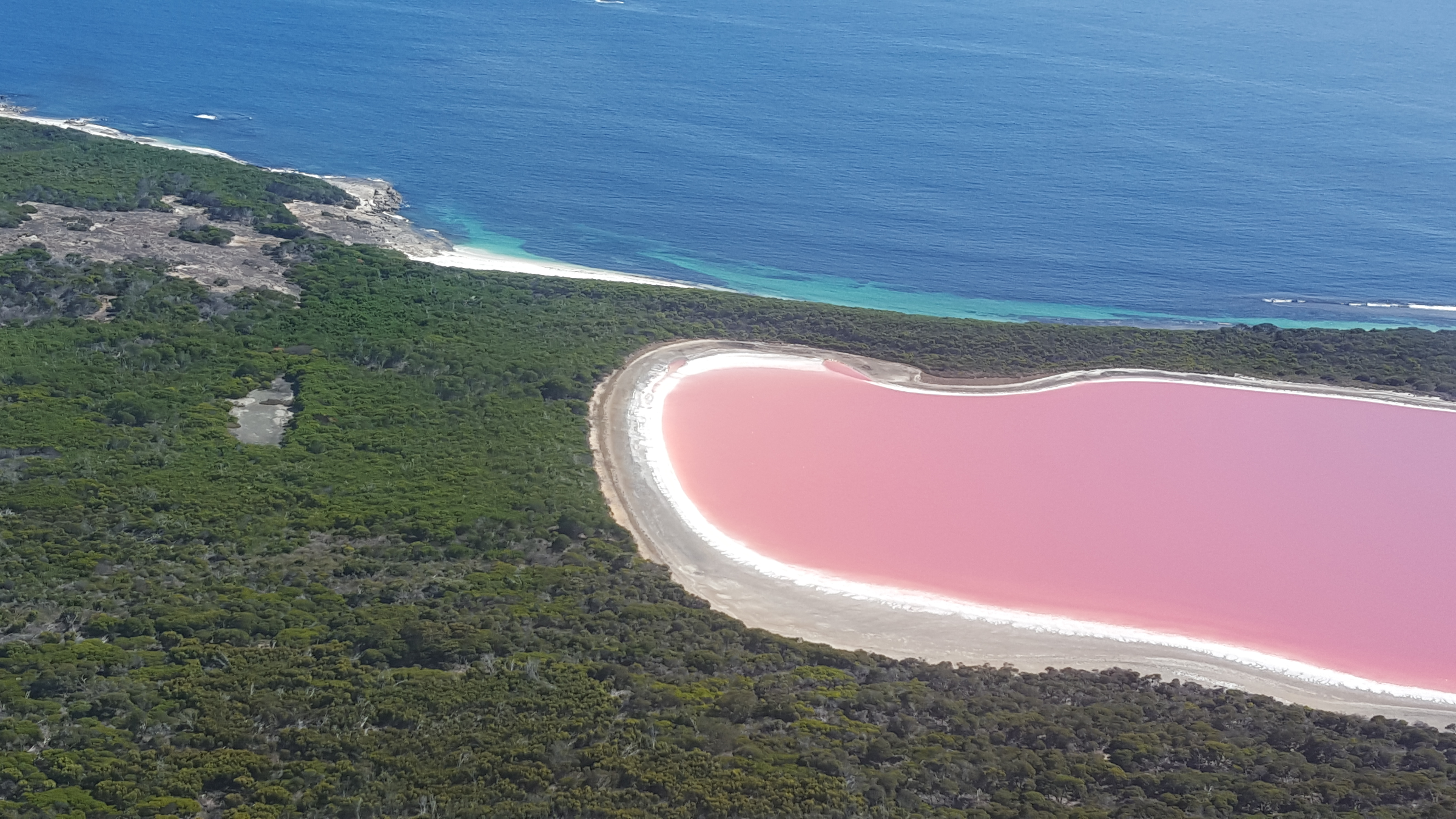
粉红湖[希利尔湖]位于西澳大利亚埃斯佩兰斯海岸附近的中岛

## 描述
希利尔湖长约600（2,000英尺），宽约250米（820英尺）。该湖周围环绕着沙缘和茂密的白千层树和桉树林地，还有一条狭窄的沙丘覆盖着植被，将湖的北缘与中岛的北海岸分开。湖泊最显着的特点是它的粉红色，充满活力的颜色。 鲜艳的颜色是永久性的，当水被放入容器中时不会改变。 粉红色被认为是由于杜氏盐藻生物的存在所致。 极端微生物组项目(The Extreme Microbiome Project)是生物分子资源设施协会 (Association of Biomolecular Resource Facilities, ABRF) 宏基因组学研究小组 (MGRG) 的一部分，对湖泊进行了宏基因组分析，以发现杜氏藻以及 Salinibacter ruber, Dechloromonas aromatica和少数种类的古菌。

## 生命形式

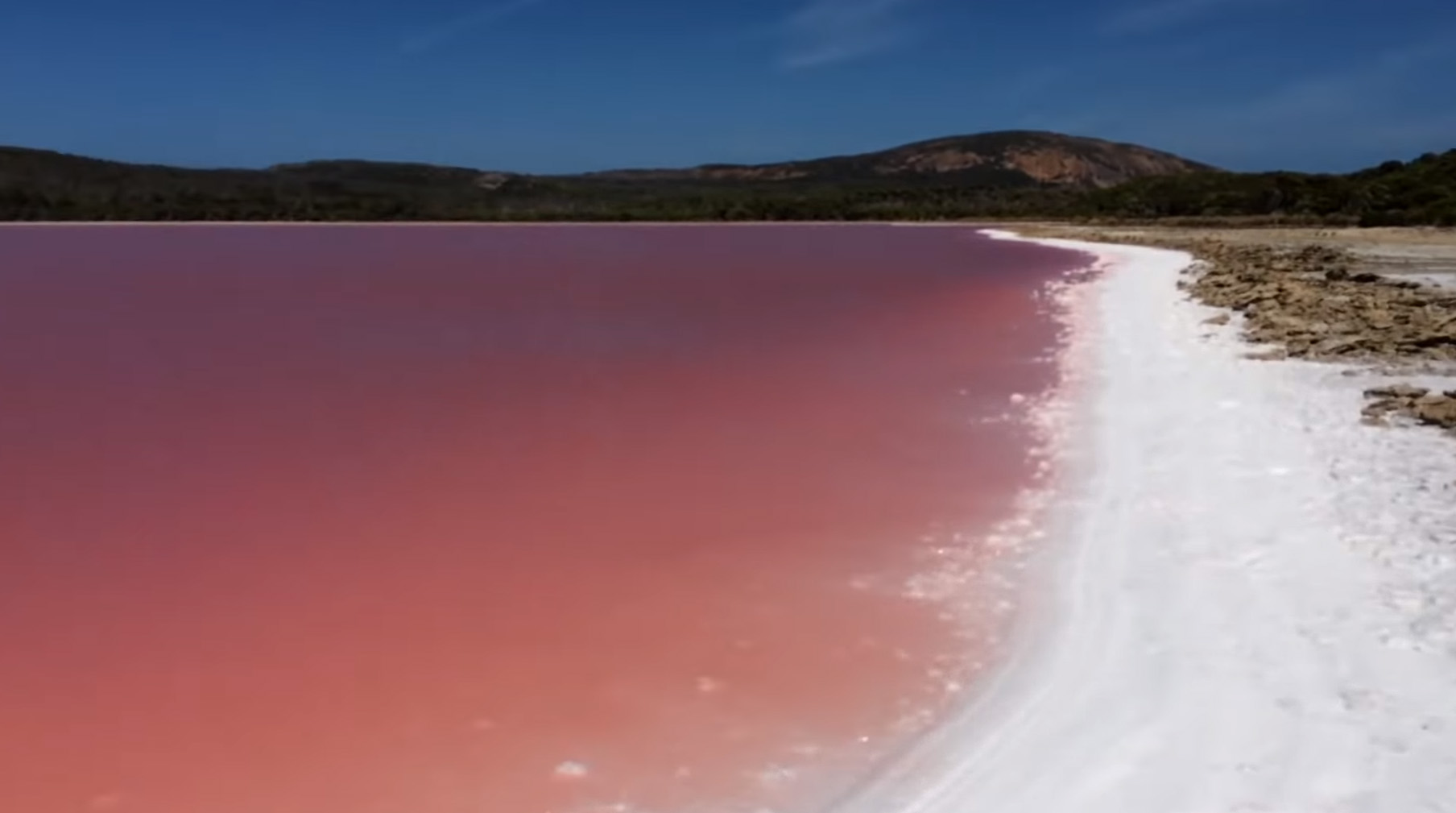
希利尔湖湖岸线

希利尔湖唯一的活生物体是微生物，包括杜氏盐藻、红藻，它们会导致湖中的盐分产生红色染料，有助于产生颜色，以及盐壳中存在的红色嗜盐细菌、红细菌素。 尽管颜色不寻常，但该湖并未对人类产生任何已知的不利影响。从上方看，湖泊呈固体泡泡糖粉红色，但从海岸线看，它看起来更像是清澈的粉红色调。 海岸线也被盐壳沉积物覆盖。2016 年，极端微生物组项目的科学家进行了广泛的微生物组和宏基因组 DNA 测序，并检测到了 Haloquadratum、盐富饶菌、Salinibacter、盐杆菌、Halogeometricum 和其他几种嗜盐生物。 水中培养也显示出低浓度的冷弯曲菌。

## 参見
- 玫瑰湖
- 粉湖 (西澳大利亚州)
- 赫特潟湖